# Ekaterina Konstantinova
Ekaterina Igorevna Konstantinova (russe : Екатерина Игоревна Константинова), née le 13 octobre 1995, est une patineuse de vitesse sur piste courte russe. Elle participe à l'épreuve des relais 3 000 mètres lors des jeux olympiques d'hiver de 2018 et est éliminé avec son équipe lors de la demi-finale.
En janvier 2019, elle remporte la médaille d'argent en relais 3000 m avec l'équipe russe lors des Championnats d'Europe de patinage de vitesse sur piste courte 2019. 